# Agabus kokoosson
Agabus kokoosson är en skalbaggsart som beskrevs av Feng 1936. Agabus kokoosson ingår i släktet Agabus och familjen dykare. Inga underarter finns listade i Catalogue of Life.